# Caridina leytensis
Caridina leytensis е вид десетоного от семейство Atyidae.

## Разпространение
Видът е разпространен във Филипини.